# Peter Van Gaasbeck
Peter Van Gaasbeck (* 27. September 1754 in Ulster County, Provinz New York; † 1797 in Kingston, New York) war ein US-amerikanischer Politiker. Zwischen 1793 und 1795 vertrat er den Bundesstaat New York im US-Repräsentantenhaus.

## Werdegang
Peter Van Gaasbeck wuchs während der britischen Kolonialzeit auf und besuchte Grammar Schools in Ulster County. Er gewann über die Jahre großes Ansehen im County und New York. Van Gaasbeck ging kaufmännischen Geschäften in Kingston nach. Während des Unabhängigkeitskrieges diente er in der Ulster County Miliz, wo er zuerst den Dienstgrad eines Captains und später eines Majors bekleidete. Politisch gehörte er der Pro-Administration-Fraktion an. Bei den Kongresswahlen des Jahres 1792 wurde er im vierten Wahlbezirk von New York in das damals noch in Philadelphia tagende US-Repräsentantenhaus gewählt, wo er am 4. März 1793 die Nachfolge von Cornelius C. Schoonmaker antrat. Van Gaasbeck schied nach dem 3. März 1795 aus dem Kongress aus. Er starb 1797 in Kingston und wurde auf dem First Reformed Dutch Churchyard beigesetzt.